# Илуминати (Мачерата)
Илуминати (итал. Illuminati) насеље је у Италији у округу Мачерата, региону Марке.
Према процени из 2011. у насељу је живело 40 становника. Насеље се налази на надморској висини од 371 м.